# Lista de viagens primo-ministeriais de António Costa
Esta é uma lista das viagens primo-ministeriais realizadas por António Costa, o 119.º e atual primeiro-ministro de Portugal. Até 26 de fevereiro de 2025, António Costa havia realizado 25 viagens primo-ministeriais a 19 nações diferentes desde a sua posse, a 26 de novembro de 2015.

## Lista de viagens por país
| Países visitados por António Costa entre 2016 e 2017 | Países visitados por António Costa entre 2016 e 2017 |
| ---------------------------------------------------- | ---------------------------------------------------- |
|                                                      | Primeiro-Ministro de Portugal                        |
|                                                      |                                                      |

| Número de visitas | País |
| ----------------- | --- |
| 1 visita          | Alemanha, Argentina, Catar, Chile, China, Colômbia, Eslováquia, Estados Unidos, Índia, Itália, Luxemburgo, Marrocos, Polónia, República Centro-Africana e Suécia |
| 2 visitas         | Brasil, Cabo Verde, Espanha e Grécia |
| 3 visitas         | França |

## 2016
No ano de 2016, Marcelo Rebelo de Sousa realizou 19 viagens oficiais internacionais a 14 nações diferentes.
| País           | Cidade/Região | Período             | Anfitrião                      | Detalhes |
| -------------- | ------------- | ------------------- | ------------------------------ | --- |
| Cabo Verde     | Praia         | 19 de janeiro       | José Maria                     | António Costa na sua primeira visita oficial enquanto primeiro-ministro a Cabo Verde esteve acompanhado pelos MNE, Augusto Santos Silva, e ministro da Cultura, João Soares.                                                                |
| Alemanha       | Berlim        | 5 de fevereiro      | Joachim Gauck e Angela Merkel  | António Costa visitou Angela Merkel para falarem sobre orçamento e refugiados entre outros assuntos. |
| Grécia         | Atenas        | 11 de abril         | Alexis Tsipras                 | António Costa reuniu-se com o homólogo grego Alexis Tsipras e este durante a tarde no campo de refugiados de Eleonas, em Atenas. Em entrevista ao jornal Ekathimerini, Costa defendeu "mais Europa".                                        |
| França         | Paris         | 10 – 19 de junho    | François Hollande              | O primeiro-ministro comemorou pela primeira vez, o Dia de Portugal fora de território nacional. O primeiro-ministro português também assistiu ao jogo de Áustria X Portugal por ocasião do Campeonato Europeu de Futebol de 2016.           |
| França         | Paris         | 10 de julho         | —                              | O primeiro-ministro assistiu à final do Campeonato Europeu de Futebol de 2016, Portugal X França, onde Portugal saiu Campeão. |
| Brasil         | São Paulo     | 5 – 8 de setembro   | Michel Temer                   | O primeiro-ministro esteve em São Paulo em visita de quatro dias, onde teve um programa económico e cultural. Ao final do primeiro dia, Costa encontrou-se com o governador de São Paulo.                                                   |
| Grécia         | Atenas        | 9 de setembro       | Alexis Tsipras                 | O primeiro-ministro, António Costa, esteve em Atenas, para uma cimeira de líderes dos países do sul da União Europeia, onde prepararam a cimeira informal dos Estados-membros da UE marcada para a semana a seguir.                         |
| Eslováquia     | Bratislava    | 17 de setembro      | —                              | Cimeira informal de na capital da Eslováquia, a Bratislava onde o primeiro-ministro se reuniu com diversos líderes europeus. |
| Suécia         | Estocolmo     | 3 de outubro        | Stefan Lövfen                  | Os dois primeiros-ministros reuniram-se em Estocolmo para discutir as relações bilaterais - que estão a celebrar 375 anos. |
| China          | Pequim        | 8 – 12 de outubro   | Xi Jinping                     | O primeiro-ministro esteve em visita oficial de cinco dias na China, com passagens por Xangai e Macau, tendo uma agenda institucional que incluía uma reunião com Xi Jinping.                                                               |
| Espanha        | Madrid        | 14 de novembro      | Rei Filipe VI e Rainha Letícia | Apesar da instabilidade política que se vive em Espanha, Felipe e Letizia abriram as portas do palácio real e ofereceram um jantar em honra de Marcelo Rebelo de Sousa.                                                                     |
| Brasil         | Brasília      | 3 – 8 de agosto     | Michel Temer                   | O primeiro-ministro foi ao Rio de Janeiro para assistir ao arranque dos Jogos Olímpicos. Marcelo Rebelo de Sousa viu o jogo da seleção de futebol, frente à Argentina, e assistiu à cerimónia oficial de abertura dos Jogos.                |
| Marrocos       | Marraquexe    | 15 – 16 de novembro | —                              | O primeiro-ministro português esteve de visita a Marrocos. António Costa participou na conferência sobre alterações climáticas que decorreu em Marraquexe. Esteve em Casablanca para um encontro com empresários portugueses e marroquinos. |
| Estados Unidos | Nova Iorque   | 12 de dezembro      | —                              | O primeiro-ministro assistiu à cerimónia de juramento do novo secretário-geral das Nações Unidas, António Guterres. |

## 2017
| País                      | Cidade/Região | Período           | Anfitrião                            | Detalhes |
| ------------------------- | ------------- | ----------------- | ------------------------------------ | --- |
| Índia                     | Nova Deli     | 6 – 12 de janeiro | Laxmikant Parsekar                   | O primeiro-ministro português deslocou-se à Índia em janeiro de 2017 para uma visita oficial onde passou por Goa e Bangalore, cidade do sul do país. |
| República Centro-Africana | Bangui        | 12 de fevereiro   | Faustin-Archange Touadéra            | O primeiro-ministro português faz uma visita relâmpago aos militares portugueses, destacados na missão MINUSCA das Nações Unidas. |
| Cabo Verde                | Praia         | 20 de fevereiro   | José Maria                           | O primeiro-ministro, esteve em Cabo Verde para a a IV cimeira bilateral entre Portugal e Cabo Verde, aproveitando a passagem pela cidade da Praia para inaugurar a escola portuguesa. |
| Itália                    | Roma          | 25 de março       | —                                    | O primeiro-ministro, esteve em Roma para celebrar os 60 anos do Tratado de Roma. |
| Luxemburgo                | Luxemburgo    | 5 de abril        | Xavier Bettel                        | O primeiro-ministro, esteve em Luxemburgo para uma visita oficial onde assinou em conjunto com o primeiro-ministro luxemburguês, cinco memorandos de entendimento para cooperação em várias áreas como o desenvolvimento de startups, a ciência, a tecnologia e o ensino. |
| Espanha                   | Madrid        | 10 de abril       | Mariano Rajoy                        | O primeiro-ministro, esteve na Cimeira dos Países do Sul onde chefes de Estado ou de Governo de sete país do sul da Europa, reuniram-se em Madrid para discutir o futuro da União Europeia e o processo de saída do Reino Unido (Brexit). |
| Catar                     | Doha          | 8 de maio         | Tamim bin Hamad bin Khalifa Al Thani | O primeiro-ministro, esteve no Qatar numa visita oficial de 24 horas onde elevou o nível das relações políticas entre os dois países e explorou novas oportunidades de negócios. |
| Argentina                 | Buenos Aires  | 12 - 13 de junho  | Susana Malcorra Jorge Faurie         | O primeiro-ministro português esteve em visita oficial de dois dias à Argentina, com um programa que inclui um encontro com o Presidente da República, Maurício Macri, e que possui uma forte componente económica. |
| Chile                     | Santiago      | 14 - 15 de junho  | Michelle Bachelet                    | O primeiro-ministro iniciou uma visita oficial de dois dias ao Chile. O primeiro-ministro quis potenciar os negócios entre os dois países e o envolvimento de empresas portuguesas numa das economias mais interessantes da América Latina. |
| França                    | Paris         | 28 de julho       | Emmanuel Macron                      | - |
| Marrocos                  | Rabate        | 4 - 5 de dezembro | Saadeddine El Othmani                | Visita oficial no âmbito da 13.ª Cimeira Luso-Marroquina. Delegação composta também pelos ministros da Economia e do Mar e os secretários de Estado dos Negócios Estrangeiros e Cooperação, da Modernização Administrativa e da Energia. Eventos: - Deposição de coroa de flores nos túmulos dos reis Maomé V e Hassan II - Reunião privada entre os dois primeiros-ministros e reuniões sectoriais simultâneas, com declaração final - Receção no Parlamento marroquino pelos presidentes da Câmara dos Representantes e da Câmara dos Conselheiros - Reunião com empresários portugueses e abertura do fórum empresarial - Reunião plenária das delegações, assinatura de acordos e declaração final conjunta - Almoço de trabalho com empresários |

## 2018
| País        | Cidade/Região | Período          | Anfitrião   | Detalhes |
| ----------- | ------------- | ---------------- | ----------- | --- |
| Reino Unido | Londres       | 10 - 11 de abril | Theresa May | No primeiro dia de visita, Costa encontrou-se com a primeira-ministra britânica na sua residência oficial, em Londres, onde discutiram, entre outros assuntos, a guerra na Síria, o envenenamento dos Skripal e o Brexit. No segundo dia, encontrou-se com representantes da comunidade portuguesa e com investidores. |

## Eventos multilaterais
| Organização                               | Ano                                                                            | Ano                                          | Ano  |
| Organização                               | 2016                                                                           | 2017                                         | 2018 |
| ----------------------------------------- | ------------------------------------------------------------------------------ | -------------------------------------------- | ---- |
| NATO                                      | Cimeira da NATO 8 – 9 de julho Varsóvia, Polónia                               | Cimeira da NATO 25 de maio Bruxelas, Bélgica |      |
| CIA                                       | XXV Cimeira Ibero-Americana 28 – 29 de outubro, Cartagena das Índias, Colômbia | —                                            |      |
| CPLP                                      | XI Cimeira da CPLP 30 de outubro – 1 de novembro Brasília, Brasil              | —                                            |      |
| Não compareceu Não houve edição do evento |                                                                                |                                              |      |